# 佐野洋 (情報工学者)
佐野 洋（さの ひろし、1960年6月 - ）は、日本のコンピュータ科学者。専門は、情報工学、自然言語処理。東京外国語大学総合国際学研究院（言語文化部門・言語研究系）教授。

## 略歴
1983年、豊橋技術科学大学工学部卒業、1985年、同大学院工学研究科情報工学専攻修士課程修了。株式会社東芝入社後、財団法人新世代コンピュータ技術開発機構に出向。1996年、東京外国語大学外国語学部講師、助教授、教授を経て現職。

## 著書
- 『Windows PCによる日本語研究』，共立出版，2003年

| スタブアイコン | サブスタブ | この項目は、まだ閲覧者の調べものの参照としては役立たない、人物に関連した書きかけの項目です。この項目を加筆・訂正などしてくださる協力者を求めています（P:人物伝/PJ:人物伝）。 |